# بازار (مدينة)
بازار هي مدينة في مقاطعة توقاد في منطقة البحر الأسود في تركيا. رئيس البلدية هو عدنان أوزمن (حزب الحركة القومية).